# Jedzenie kompulsywne
Jedzenie kompulsywne (kompulsywne obżeranie) – zaburzenie odżywiania polegające na spożywaniu dużych ilości pokarmu w niekontrolowany sposób, bez odczuwania fizycznego głodu. Określane także jako "uzależnienie od jedzenia".

## Charakterystyka
Wspólnym mianownikiem zachowań, składających się na jedzenie kompulsywne, jest okresowe występowanie napadów niekontrolowanego jedzenia, których podłożem są przyczyny emocjonalne, nie zaś rzeczywiste uczucie głodu. Do typowych symptomów należą:
- okresowa utrata kontroli nad ilością spożywanego jedzenia,
- jednorazowe spożywanie zbyt dużych (w stosunku do osoby odżywiającej się normalnie) ilości pożywienia,
- podczas napadów - spożywanie posiłków w sposób wyraźnie szybszy niż podczas normalnego jedzenia,
- spożywanie pokarmów aż do wystąpienia przykrych objawów przejedzenia,
- jedzenie w samotności, celem uniknięcia wykrycia zaburzenia - uczucie wstydu i winy, występujące po napadzie.

Częstym następstwem kompulsywnego jedzenia są nadwaga i otyłość.

## Podłoże psychologiczne
Charakterystyczne dla opisywanej przypadłości jest tzw. "zajadanie problemów", polegające na tym, że osoba tłumi w ten sposób emocje i rozładowuje stres. Dochodzi do sytuacji, w których automatyczną reakcją na stan podwyższonego napięcia czy lęku staje się jedzenie, które wydaje się pełnić rolę "narkotyku" pozwalającego zapomnieć o nieprzyjemnych przeżyciach, uczuciach czy ważnych decyzjach do podjęcia. Po sesjach kompulsywnego obżarstwa osoba odczuwa często poczucie winy spowodowane nie tylko samymi napadami, ale także wynikającymi z nich problemami natury zdrowotnej, takimi jak nadwaga czy otyłość.
Leczenie jedzenia kompulsywnego nie jest łatwe i szybkie jednak istnieją pewne strategie, które mogą być stosowane w momencie nadchodzącego kryzysu:
- Wyjście na spacer
- Odpoczynek, sen
- Kąpiel lub prysznic
- Telefon do kogoś zaprzyjaźnionego

Istotną rolę odgrywa nauczenie się jakie sytuacje i czynniki powodują napady kompulsywnego zachowania. W przypadku nasilających się zachowań jedzenia kompulsywnego stosuje się leczenie psychologiczne. 
W USA powstała wspólnota Overeaters Anonymous, która pomaga w zdrowieniu z kompulsywnego jedzenia poprzez pracę z Programem 12 kroków. W Polsce wspólnota ta funkcjonuje jako Anonimowi Jedzenioholicy (dawniej Anonimowi Żarłocy).